# Escudo del Capitán América
El escudo del Capitán América es un arma ficticia que aparece en los cómics estadounidenses publicados por Marvel Comics. Es el principal equipo defensivo y ofensivo utilizado por el Capitán América y pretende ser un emblema de la cultura estadounidense.
A lo largo de los años, el Capitán América ha utilizado varios escudos de diferente composición y diseño. Su escudo calefactor original apareció por primera vez en Captain America Comics # 1 (marzo de 1941), publicado por el predecesor de Marvel en la década de 1940, Timely Comics. El escudo circular mejor asociado con el personaje debutó en el próximo número, Captain America Comics # 2. El Capitán América fue creado por el equipo del escritor y artista Joe Simon y el artista Jack Kirby.
En Marvel Cinematic Universe, el escudo del Capitán América aparece en las películas de acción en vivo: Capitán América: el primer vengador (2011), The Avengers (2012), Capitán América y El Soldado del Invierno (2014), Avengers: Age of Ultron (2015), Capitán América: Civil War (2016), Spider-Man: Homecoming (2017) y Avengers: Endgame (2019). El escudo también aparece en la serie de acción real The Falcon and the Winter Soldier (2021). El escudo también aparece en la película de Walt Disney Animation Studios, Ralph Breaks the Internet (2018).

## Habilidades

### Vibraniumacero de aleación
El escudo del Capitán América es virtualmente indestructible bajo condiciones normales; mientras que oponentes cósmicos y mágicos o piadosos han roto el escudo. Resulta lo suficientemente fuerte como para absorber la fuerza de Hulk y repeler un ataque del martillo místico de Thor, Mjölnir sin ningún daño visible. Como está hecho de vibranio, es capaz de absorber toda la energía cinética y transfiere muy poca energía de cada impacto, lo que significa que el Capitán América no siente retroceso o fuerzas de impacto transferidas de ataques de bloqueo. Estas propiedades físicas también significan que el escudo puede rebotar en la mayoría de las superficies lisas, rebotando varias veces con una pérdida mínima de estabilidad o velocidad aerodinámica. El escudo también puede absorber el impacto cinético de una caída, permitiendo que el Capitán América aterrice con seguridad incluso al saltar de varios pisos, como se puede ver en la película Capitán América y el Soldado de Invierno cuando escapó del escuadrón S.T.R.I.K.E. de S.H.I.E.L.D. saltando desde un ascensor.

### Ricochet balística
Un error común es que el escudo puede "mágicamente" regresar al Capitán América. El "Suero Supersoldado" que mejoró los atributos físicos del Capitán América también mejoró sus facultades mentales, tales como la cognición, la percepción, el equilibrio, el objetivo y los reflejos, hasta llegar casi al nivel de genio. Esto le permite calcular al instante la física balística y predecir la trayectoria probable de los objetos en movimiento. Esto lo convierte en un tiro perfecto. Puede esquivar o desviar balas con su escudo sin rebote colateral a los civiles, para calcular dónde o cómo rebotará el escudo y cuándo volverá a su ubicación, o disparará a una persona corriendo para que caiga en una posición específica. En Avengers: Age of Ultron, él tira del escudo de nuevo a él después de que está atascado, pero esto es a través de un electroimán abrochado en su brazo. Después de que sus recuerdos son alterados para hacerle creer que él es un agente durmiente de Hydra, Rogers usa su conocimiento preciso del escudo para poner a Sam Wilson, su poseedor actual, en una posición en la que no podrá salvar a un senador de Flag-Smasher al hacer arreglos para que Wilson sea forzado a arrojar el escudo de una manera que Rogers sabe por su propia experiencia que perderá su objetivo por milímetros, como parte de su agenda para socavar el estatus de Sam como Capitán América.

## Escudo original
En su debut, el Capitán América (en secreto, el soldado del ejército de EE. UU., Steve Rogers) está equipado con un escudo triangular en forma de placa, hecho de vibranio. Después de las quejas de MLJ, editor de cómics rivales, de que el diseño era demasiado similar al de su propio héroe patriótico, El Escudo, Timely Comics reemplazó el escudo triangular por uno en forma de disco.
Si bien el origen y el destino del escudo original no se describieron en los cómics originales de la década de 1940, el destino del escudo se reveló décadas más tarde en 2001 a través de una historia de retrocontinuidad. Según la historia, el Rey T'Chaka de la nación africana Wakanda se encontró con el Capitán América a principios de 1941 y le dio una segunda muestra de vibranium, un metal alienígena con propiedades únicas de absorción de vibraciones y que se encuentra solo en Wakanda y la Tierra Salvaje. La nueva muestra de Vibranium se usó para hacer el escudo circular del Capitán América y su triangular se retiró.
El Capitán América recibió un segundo escudo triangular que usó hasta que recibió su escudo en forma de disco, que personalmente le fue presentado por el presidente Franklin D. Roosevelt. Este segundo escudo triangular se mantendría almacenado con los otros efectos personales de Rogers después de la guerra. Fue recuperado en algún momento después de que Rogers se unió al equipo de superhéroes, Los Vengadores en The Avengers # 4, y se mantuvo en la Mansión de los Vengadores. Fue destruido por el supervillano Mr. Hyde durante una incursión en la mansión por los Maestros del Mal del Barón Zemo, y más tarde "arrancado del tiempo" y restaurado por Zemo en Thunderbolts # 105 (octubre de 2006). El escudo (junto con otros objetos sentimentales que se creía destruidos) fue devuelto al Capitán América. Un tercer escudo triangular se guarda en el Instituto Smithsoniano. Fue utilizado por el Capitán América cuando frustró un ataque terrorista en el museo después de la pérdida de su escudo habitual; se le dio luego en agradecimiento. Este escudo se destruye varios problemas más tarde por un guerrero alienígena Kree.
El escudo destruido por Hydra y restaurado por Zemo fue finalmente transmitido a Elijah Bradley, el héroe adolescente conocido como el Patriota y líder de los Jóvenes Vengadores.

### Historia revisada
En 2010, se revisó la historia del escudo original. En la serie limitada Capitán América / Pantera Negra: Banderas de nuestros padres, Capitán América, el Sargento Nick Fury y los Comandos Aulladores se encuentran con T'Chanda (abuelo de T'Challa) - la Pantera Negra y rey de Wakanda durante la Segunda Guerra Mundial. Ayudados por las fuerzas militares de Wakanda, rechazan con éxito una serie de asaltos nazis liderados por Red Skull y Barón Strucker. Durante la batalla, Red Skull (usando un traje de batalla) aplasta el escudo triangular, y el Capitán América usa un escudo circular de vibranio provisto por T'Chaka para incapacitar a Skull. El arma sirve de inspiración para el escudo circular que el súper soldado comienza a utilizar a su regreso a América, y el encuentro marca el comienzo de las relaciones amistosas entre los Estados Unidos y Wakanda.

## Escudo circular

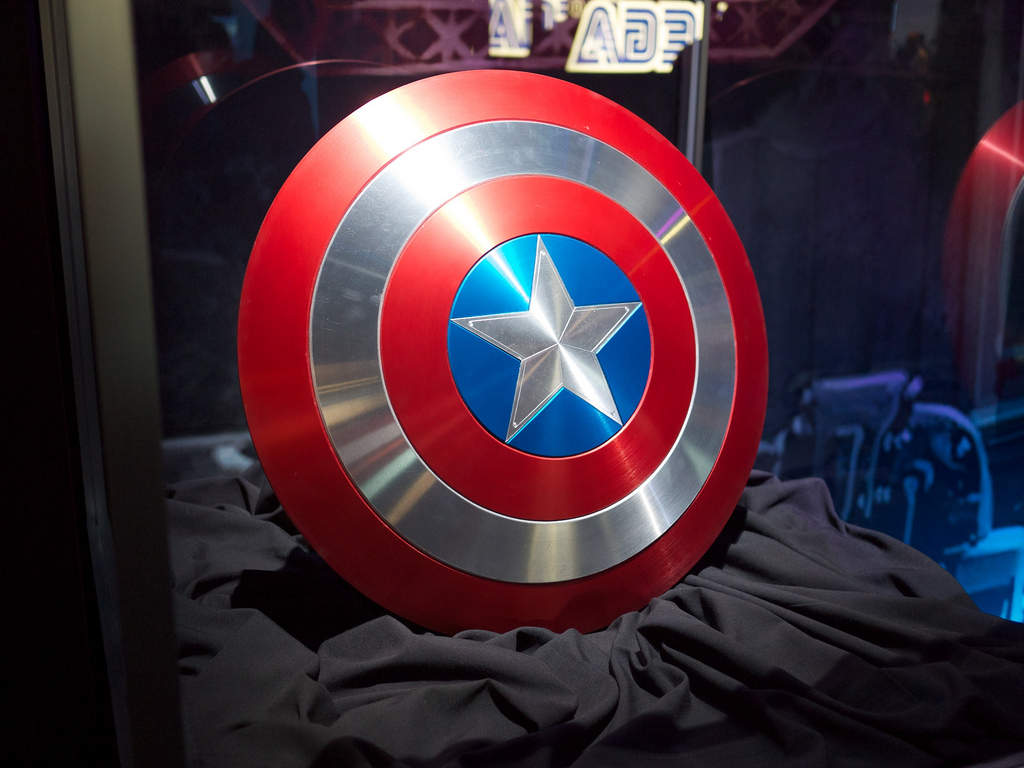
El escudo del Capitán América

El escudo circular más asociado con el Capitán América hizo su debut en Captain America Comics # 2 (abril de 1941). Un disco de metal cóncavo-convexo de aproximadamente 2.5 pies (0.76 m) de diámetro, es casi indestructible y se ha mantenido como su escudo más constante durante décadas.
En Capitán América # 255 (marzo de 1981), se establece que el escudo fue presentado a Rogers por el presidente Franklin D. Roosevelt. El escudo fue creado por un metalúrgico estadounidense ficticio llamado Myron MacLain, que había sido comisionado por el gobierno de los EE. UU. Para crear un material de armadura indestructible para ayudar al esfuerzo de guerra. MacLain experimenta con el vibranium metálico indestructible que absorbe las vibraciones.
Durante uno de sus experimentos para fusionar el vibranio con una aleación de hierro experimental, MacLain se duerme y se despierta para encontrar que la aleación resultante se había colocado en un molde de escotilla del tanque. Luego fue pintado para convertirse en el símbolo del Capitán América. MacLain más tarde trataría de recrear el metal del escudo en vano, sus experimentos dan como resultado el super metal Adamantium.
El escudo indestructible de Rogers es más duradero que el adamantium regular y uno de los objetos más indestructibles en el universo Marvel. Carl "Crusher" Creel, el Hombre Absorbente, una vez absorbió las propiedades del escudo mientras luchaba contra los Vengadores. El vibranium otorga al escudo propiedades inusuales, lo que le permite absorber todo el impacto cinético y las vibraciones de cualquier golpe que reciba el escudo sin herir a Rogers en el proceso. El vibranium también es un factor en la forma en que Rogers arroja su escudo: a menudo lo usa para rebotar y golpear múltiples oponentes u objetos estacionarios con poca pérdida de velocidad en su movimiento hacia delante después de cada impacto.
Cuando Rogers regresa de una animación suspendida, Tony Stark "mejora" el escudo incorporando componentes electrónicos y magnéticos para que Rogers pueda controlarlo en vuelo. Rogers pronto descarta los componentes adicionales porque descubre que altera el equilibrio del escudo cuando se lanza. Después de la muerte de Rogers, Stark se hace cargo de la custodia del escudo, con una réplica en exhibición en un museo y otra réplica enterrada con Rogers. El real es guardado por Stark para ser utilizado por el nuevo Capitán América, siempre que lo consideren apropiado para entrenar a uno nuevo. Después de no encontrar un agente de S.H.I.E.L.D. capaz de lanzarlo correctamente, Stark ofrece el escudo a Clint Barton (conocido en ese momento como Ronin), que logra lanzarlo. Durante una confrontación que involucra a los Jóvenes Vengadores, regaña a Kate Bishop por usar el nombre de Hawkeye. Ella le dice que el "Cap Real" le dio ese nombre en honor a su amigo muerto en ese momento, por lo que esto lleva a Barton a negarse a ser el Capitán América. El escudo es posteriormente robado por el Soldado del Invierno, que no quería que nadie más llevara el escudo. Inevitablemente, en un esfuerzo por honrar los últimos deseos de Rogers, Stark ofrece dejar que el Soldado de Invierno (Bucky Barnes) conserve el escudo y sirva como el nuevo Capitán América. Bucky acepta. Esta oferta se hace "fuera del libro", y solo ellos dos, Viuda Negra y Falcon, están al tanto de la situación.
Aunque Bucky intentó devolver el escudo a Rogers después de su resurrección, Rogers dejó que Bucky lo mantuviera, ya que sentía que podría hacer más bien en su nuevo papel como comandante Steve Rogers en lugar de Capitán América, usando un escudo fotónico en su lugar cuando las circunstancias para que él entre en combate. Recuperó el escudo para siempre después de que Bucky aparentemente fue asesinado durante el evento Fear Itself - Bucky realmente pasó a la clandestinidad después de su pasado cuando el Soldado del Invierno estuvo expuesto, lo que también resultó en que los herreros Asgardianos rompieron y volvieron a armar el escudo, el metal místico Urual escudo reconstruido, haciéndolo aún más fuerte que antes, aunque queda una marcada cicatriz que Rogers decidió mantener para darle el carácter de escudo. Esta premisa no se observó en argumentos posteriores, o se consideró canon, ya que los artistas no han continuado representando el escudo con la cicatriz.

### JLA / Vengadores
En la serie limitada entre series JLA / Vengadores 2003-2004 de Marvel Comics / DC Comics, Superman recibe el escudo del Capitán América para luchar en la batalla final contra Krona, y queda impresionado con su poder. Cuando pregunta dónde podría conseguir uno igual mientras lucha contra los enemigos, Thor responde: "Disfrútalo mientras puedas, Superman. No hay otro igual en todos los mundos". A lo largo de la batalla final, el escudo cambia de forma entre el escudo puntiagudo y el escudo circular debido a varias ondulaciones temporales causadas por el equipo de Krona, y Superman incluso pierde el escudo en un punto cuando se transforma en su forma de energía mientras que Cap recupera el escudo fotónico, aunque el escudo de metal reaparece en el brazo de Superman después de que se transforma de nuevo en su forma regular.

### Destrucción del escudo
Con el tiempo, el escudo ha sido dañado o destruido varias veces dentro de los confines de la continuidad Tierra-616, aunque no se consideran canon:
En The Avengers # 215-216, el Hombre Molécula usó su control total sobre la materia para desintegrar el escudo, junto con el martillo de Thor, la armadura de Iron Man y la tabla de Silver Surfer. Después de hacerlo, comenta que las moléculas de la placa son "extrañas", y aunque hay "fuerzas extrañas entrelazadas" entre las moléculas del martillo, el escudo es "lo más extraño de todos". Más tarde vuelve a ensamblar estos elementos, con la excepción de la armadura, ya que los circuitos electrónicos son demasiado complicados para que los entienda en ese momento.
Durante la serie limitada de Secret Wars 1984-1985, el escudo es parcialmente destruido por el Doctor Doom, quien ha robado el poder del ser divino conocido como el Beyonder. Incluso roto, Rogers es capaz de manejar lo que queda como un arma efectiva, con el escudo conservando en gran medida su equilibrio cuando se lanza. Cuando el Beyonder recupera su poder, a los héroes se les concede temporalmente la capacidad de realizar sus deseos. Rogers usa esto para reconstruir el escudo.
Durante la miniserie de 1991, Guantelete del Infinito, Thanos, que posee casi omnipotencia a través del Guantelete del Infinito, rompe el escudo con un puñetazo mientras combate con el Capitán América. El escudo es pronto restaurado por la supuesta nieta de Thanos, Nebula, cuando obtiene el Guantelete y lo usa para deshacer los eventos de la divinidad temporal de Thanos, lo que la lleva a borrar la muerte y destrucción que Thanos había causado en las últimas 24 horas.
Debido a que una molécula extraviada estaba fuera de lugar cuando Rogers reconstruyó el escudo utilizando la potencia residual de Beyonder, se introdujo un vibranium 'cancer' en el escudo, extendiéndose con cada impacto posterior hasta que finalmente se rompió después de ser recuperado del fondo del océano. Al enterarse de que el cáncer de vibranio requeriría la destrucción del escudo para curarlo, Rogers llevó el escudo al depósito de vibranio principal en Wakanda para que pudiera usar un dispositivo creado por Tony Stark para detener el "cáncer" antes de que pudiera contaminar el vibranium Wakandan y destruye el mundo, solo para ser interceptado por el villano Klaw, que buscaba absorber el poder y hacerse más fuerte. Afortunadamente, la cantidad de energía que Klaw había absorbido se liberó cuando golpeó el escudo destrozado con toda su fuerza después de que Rogers lo recogió por reflejo, lo que provocó que Klaw involuntariamente restaurara el escudo a su estado original, realineando sus moléculas y destruyendo el cáncer.
En Avengers Vol. 3 # 63 (marzo de 2003), un Thor enfurecido, empuñando el Odinforce, raspa el escudo. Thor luego lo repara.
En Thor Vol. 2 # 73 (enero de 2004) un enfurecido rey Thor con Magia rúnica, destruyó el escudo y mató a Steve Rogers con él. Esta línea de tiempo fue borrada más tarde en Thor Vol. 2 # 79.
Durante la miniserie de 2011 Fear Itself, la Serpiente, el dios asgardiano del miedo y hermano de Odín, la rompe por la mitad con sus propias manos. Después de la batalla, los enanos Asgardianos y Tony Stark reparan el escudo con mejoras añadidas de Asgardian uru y la propia tecnología de Stark para hacerlo más fuerte, aunque queda una cicatriz, y los enanos no pueden repararla. Stark ofrece una solución a la cicatriz, pero Rogers declina, diciendo que "le dio un poco de carácter a la anciana". Esta premisa no se observó en los argumentos posteriores, o se consideró canon, ya que los artistas no han seguido representando el escudo con la cicatriz.

## Otros escudos
- Mientras Rogers dormía en animación suspendida, otros tres hombres usaron la identidad del Capitán América, todos usando réplicas de acero del escudo con forma de disco. Durante la década de 1950, el Capitán América se colocó en animación suspendida después de volverse mentalmente inestable. Para el momento en que fue revivido años después, Rogers había regresado. Cuando los dos chocaron, el escudo del Capitán América de los años 50 se rompió.
- En la década de 1980, en una historia escrita por Mark Gruenwald, Rogers decidió renunciar a su identidad en lugar de someterse a las órdenes del gobierno de los Estados Unidos y tomó el alias de "El Capitán" en su lugar. Durante este período, el papel del Capitán América fue asumido por John Walker, el ex Súper Patriota, que utilizó el disfraz y el escudo indestructible.[22] En su nueva identidad de "El Capitán", Rogers usó inicialmente un escudo de adamantium puro provisto por Tony Stark, pero una caída entre los dos como resultado de la historia de "Armor Wars" llevó a Rogers a devolverlo. Luego comenzó a usar un escudo de vibranio puro provisto por la Pantera Negra. Cuando Rogers volvió a su identidad de Capitán América, Walker se convirtió en el U.S. Agent y le devolvió el escudo. Walker continuaría teniendo su propia colección de escudos diferentes a través de los años, el primero de los cuales parecía ser el último escudo de vibranio que Rogers usaba como Capitán. El U.S. Agent usó escudos con un motivo de águila y uno en forma de estrella, así como un escudo de energía fotónica.
- En un momento dado, cuando Rogers fue exiliado de los Estados Unidos y fue brevemente incapaz de usar su escudo, Sharon Carter le proporcionó un escudo de energía fotónica diseñado para imitar una matriz de vibranio. Este escudo también se convirtió en un bastón de energía que podría usarse como arma.
- Durante el tiempo en que el escudo estuvo perdido en el Atlántico, Rogers intentó usar un escudo de adamantium puro, pero no pudo acostumbrarse a su equilibrio. También intentó pelear sin escudo, pero lo encontró incómodo. Mientras estaba en contra de los agentes de HYDRA en el Smithsonian, recogió el escudo triangular que se exhibía allí y lo usó durante un tiempo antes de ser aplastado por un guerrero Kree.
- Sharon Carter luego le proporcionó otro escudo fotónico, pero uno cuya forma podría controlarse para transformar el campo de energía en un campo de fuerza más amplio, un bastón Bō o incluso disparar una proyección del escudo. Si bien disfrutó de la versatilidad, Rogers notó una serie de inconvenientes, en particular su incapacidad para rebotar. Rogers le dio uno de los guantes de escudo de energía a un luchador por la libertad en un futuro opresivo al que viajó y recibió un reemplazo de S.H.I.E.L.D. cuando regresó a su propio tiempo. El escudo fotónico finalmente se perdió de nuevo en una confrontación con Ultron cuando el uso de vibranium de Hank Pym resultó en la destrucción del generador que creó el escudo,[23] lo que lleva a Rogers finalmente readquiriendo su escudo original.
- En Secret Avengers, utiliza un nuevo escudo de energía que podría generarse en cualquier brazo, o ambos, y fue capaz de lanzarse y rebotar contra superficies para golpear objetivos antes de que se disipe, evitando que los enemigos lo usen contra él. Un nuevo escudo se generaría momentos después. Caballero Luna, que había adquirido una copia de la tecnología, lo describió como un "escudo de energía de punto cero".[24]
- Un análogo británico, el Capitán Midlands, tiene un escudo circular dorado en el diseño del símbolo tradicional de los leones de Gran Bretaña y está cubierto con un brillo de nanominio anti-magia.[25]
- En el Capitán América: Steve Rogers, Steve empuña una nueva versión del escudo triangular que puede desplegar una cuchilla de energía en su extremo puntiagudo y se puede dividir en dos, lo que le permite usar ambas mitades en combate.[26]

## Otras versiones
- En la miniserie de viajes en el tiempo 1998-1999 Avengers Forever, varias versiones futuras y alternativas de Capitán América se muestran con muchas variaciones diferentes del escudo.[27]
- Cable afirma haber llevado el escudo a la batalla muchas veces durante su adultez temprana, en el futuro. En otra versión, Cable afirma que el origen de su brazo tecno-orgánico fue porque su original se perdió cuando intentó recuperar el escudo como símbolo de moral en la futura guerra contra Apocalipsis.[28]
- En la línea de tiempo futura de los Guardianes de la Galaxia, Major Victory usa el escudo en la batalla.[29]
- En el entorno del Imperio Futuro, donde Hulk se convierte en el Maestro y es el último superviviente y un gobernante despótico, un antiguo Rick Jones reúne una sala de trofeos como tributo a los héroes caídos, con el escudo entre ellos. Jones usa el escudo para defenderse de uno de los golpes del Maestro, pero la silla de ruedas utilizada por el discapacitado Jones no era lo suficientemente resistente para tal impacto. Jones es enviado de regreso y empalado en el esqueleto de Wolverine. Cuando Hulk, sacado del pasado, arroja el escudo para atacar a su ser futuro, logra herir al Maestro, causándole una gran herida en el pecho mientras intenta cortar al Maestro por la mitad. Tirando de Hulk, el Maestro intenta golpear a Hulk con el escudo, comentando que Rogers nunca podría tirar el escudo lo suficientemente fuerte como para hacerle ningún daño, pero Hulk lo desvía con la vieja tabla de Silver Surfer. Después de la batalla, Jones es incinerado y Hulk vertió las cenizas de Jones sobre el escudo, y lo fijó con un epoxi. Hulk luego lo arroja al espacio, esperando que aterrice en algún lugar emocionante.[30]
- En las historias de manga de Marvel, el Capitán América usa un escudo fotónico antes de su muerte en los Volúmenes 1 y 2, y sus guardaespaldas usan escudos de metal. El escudo también aparece en la miniserie Rings of Fate, habiendo sido adquirido por Carol Danvers después de que Elektra lo robó de la Mansión de los Vengadores cuando usa el traje del Capitán América.
- En la realidad del Coronel América de Marvel Zombies, el escudo está en manos de los últimos humanos, que han formado una nueva sociedad. Como parte de un programa de autodefensa, el escudo es utilizado por la configuración cuerpo / mente semi-consciente del cuerpo del Coronel América y el hijo de Pantera Negra. También lo usa Forja, quien lucha en la vieja armadura de Iron Man. El escudo y muchos aliados zombis de los humanos se pierden en las dimensiones debido a un traidor.[31]
- El Capitán Mexical es una versión alternativa del mundo del Capitán América desde una dimensión donde el imperio azteca nunca cayó. Él se mantiene en el universo principal de Marvel. Su escudo es utilizado por Machine Man como arma durante una incursión zombi; El propio Mexical es asesinado.[32]
- En la historia de Mark Millar 2008-2009 "Viejo Logan" en Wolverine, Red Skull tiene una sala de trofeos llena de artefactos pertenecientes a los héroes del Universo Marvel. El escudo del Capitán América está en el centro de la sala de trofeos, y luego es utilizado por Wolverine para decapitar a Red Skull.[33]
- ¡Dentro del tercer y cuarto números de Avengers y Power Pack Assemble! La miniserie, los Power Pack, fueron lanzados en el futuro y encontraron versiones anteriores de ellos mismos, incluido un Alex Power de 25 años. En esos asuntos, muestra un mayor control sobre sus poderes (como ser capaz de deconstruir un traje de armadura con motor enemigo), y ahora maneja el escudo del Capitán América.[34]
- En la historia de Age of Ultron, el Capitán América se muestra sentado en un almacén en la base de los últimos héroes activos restantes, con los fragmentos rotos de su escudo a su alrededor.[35]

En el número 7 de la serie Marvel Strikeforce: Morituri, el escudo se almacena en una sala de trofeos perteneciente a los invasores alienígenas "Horda".
- Ultimate Capitán América utiliza un escudo de adamantium puro, aunque ese metal puede no poseer las mismas propiedades en el universo de Ultimate Marvel que en el universo Marvel.[37] El escudo fue destruido cuando Gregory Stark lo aplastó con el martillo de Thor, aunque el Capitán América ejercería otra posterior.[38]
  - En Ultimate Nightmare, Ultimate Captain America se encuentra con su homólogo ruso, que se ha vuelto loco debido a estar atrapado en un complejo subterráneo durante muchos años. Él ha creado una "réplica" del escudo, que está hecho de chatarra y restos humanos e injertado directamente en su antebrazo, y que resulta mucho menos poderoso que el escudo del Capitán América.[39]

- En la realidad alternativa que se muestra en What If...?# 114, donde los héroes y villanos no pueden salir de Battleworld al final de Secret Wars, el escudo pasa a la hija del Capitán América y Rogue.[40]

## En otros medios

### Televisión
- En 2003, la compañía Factory X lanzó una línea de réplicas de propulsores con licencia de artículos del Universo Marvel. Una réplica de aluminio del escudo del Capitán América estaba entre su alineación inicial de accesorios, y se limitó a una producción de 2,525 piezas.
- En el cierre del episodio de The Colbert Report, 12 de marzo de 2007, Stephen Colbert leyó una carta de Joe Quesada en respuesta a los comentarios anteriores de Colbert sobre el Capitán América. Luego se le presentó lo que se dijo que era el escudo indestructible del Capitán América, presuntamente enviado a Colbert en caso de la "muerte" del Cap. Originalmente se creía que el escudo era una de las réplicas de Factory X, pero este no es el caso. El escudo otorgado a Colbert fue adquirido originalmente por el escritor y editor de muchos años (y fallecido) Mark Gruenwald, quien lo encargó o lo recibió como un regalo. Finalmente llegó a manos del editor de Marvel Tom Brevoort, y se mantuvo en su oficina hasta que se transmitió a Colbert. En una conversación previa al show con un público de estudio, Colbert, hablando fuera de su carácter, dijo que cuando su esposa vio el escudo y la nota que lo acompañaba, comenzó a llorar. Él confesó que estaba un poco desconcertado por su reacción a un personaje ficticio que enviaba un escudo de utilería a una versión ficticia de sí mismo. El escudo fue exhibido colgando en la pared junto con otros trofeos en el Informe Colbert establecido para cada episodio posterior. Después de que The Colbert Report finalizó, el escudo se movió al set del siguiente programa de entrevistas de Colbert, The Late Show with Stephen Colbert, donde se exhibió desde entonces.
- En The Avengers: Earth's Mightiest Heroes, episodio "A Day Unlike Any Any Other", Loki usa su magia para romper el escudo del Capitán América mientras se burla de él. En el episodio "Behold ... The Vision!", Pantera Negra y los científicos de Wakanda restauran el escudo del Capitán América utilizando la máquina Vibranium que fusionó las piezas nuevamente.
- La versión adamantium-vibranium de aleación del escudo se convierte en el dispositivo principal de la trama para la historia en el episodio de Ultimate Spider-Man, "No es un juguete".
- El escudo aparece en el final de temporada de Agent Carter cuando Howard Stark estaba siendo hipnotizado por Johann Fennhoff y ve a Peggy Carter sosteniendo el escudo del Capitán América, pidiéndole que traiga a Steve a casa.
- En Agents of S.H.I.E.L.D., episodio "The Singularity", Coulson, ahora director de S.H.I.E.L.D. tiene un escudo de energía adjunto a su mano protésica, que es similar al escudo de energía del Capitán América en los cómics.[41]
- En la serie de acción en vivo de Marvel Cinematic Universe The Falcon and the Winter Soldier, Wilson le da el escudo al gobierno de los EE. UU. para que lo coloque en el Smithsonian. Luego, el gobierno le entrega el escudo a John Walker, a quien designan públicamente como el "nuevo Capitán América". Walker usa el escudo en combate a lo largo de la serie y demuestra ser competente en su uso. Karli Morgenthau, líder de Flag-Smashers, llama al escudo un "símbolo de una era pasada" y cree que el mismo debería ser destruido. Durante un enfrentamiento con las Dora Milaje de Wakanda, el mismo Walker pierde brevemente el escudo que es manejado con pericia por una de las guerreras wakandianas. Sin embargo, Ayo les ordena que se lo devuelvan a Walker. Después de que Walker se inyecta a sí mismo con el Suero de Súper Soldado y presencia a su compañero Lemar Hoskins asesinado por Morgenthau, asesina a otro Flag Smasher con él mientras una multitud horrorizada lo observa y lo registra todo en video, con el escudo parcialmente manchado de sangre. Después de esto, Wilson y Barnes deciden quitarle el escudo a raíz de lo que pasó previamente, pero este en un principio se niega a entregarlo y comienzan una brutal pelea entre los tres por el control del escudo, hasta que finalmente lo derrotan y recuperan el escudo, posteriormente Bucky toma el mismo y se lo devuelve Wilson como su dueño legítimo al serle entregado en su momento por Rogers y le pide que esta vez honre el legado de su antiguo amigo Steve y la razón de porque este lo eligió como su sucesor y no a Barnes, tiempo después Wilson se entrena para dominarlo. Wilson, tomando el manto del Capitán América, usa el escudo para derrotar a los Flag Smashers en la ciudad de Nueva York.[42]
- Versiones alternativas del escudo aparecieron en la serie animada What If...?. 
  - Una versión alternativa del escudo es usado por Peggy Carter en el episodio de "¿Qué pasaría si... la Capitana Carter hubiera sido la primera Vengadora?". Después de que ella es mejorada por el Suero del Súper Soldado y se convierte en la Capitana Carter, Howard Stark le regala el escudo con un diseño al estilo del Reino Unido en lugar del original estadounidense. Ella usa el escudo en combate durante todo el episodio.
  - Aparece una versión alternativa del escudo en "¿Qué pasaría si... T'Challa se convirtiera en Star-Lord?" como parte de la colección del Coleccionista en Knowhere.[43]

### Película
- En la década de 1970, en las películas de TV, Capitán América, Steve Rogers recibe un escudo transparente de plexiglás pintado con rayas concéntricas (rojo y transparente) y una estrella central. El escudo fue diseñado para actuar como el parabrisas de su motocicleta, pero podría ser separado y utilizado en su papel ofensivo / defensivo tradicional cuando Rogers va a pie. Además, el escudo aparentemente puede regresar a Rogers en un arco suave cuando se lanza sin necesidad de ser rebotado y con fuerza suficiente para derribar a un hombre en el camino de regreso.
- En la película animada Ultimate Avengers, basada libremente en The Ultimates, el Capitán América usa un escudo hecho de compuesto de vibranium y adamantium. El Capitán América usó su escudo triangular durante la Segunda Guerra Mundial, obteniendo el escudo vibranium en forma de disco después de despertar en la actualidad. La composición del escudo triangular permanece sin revelar. Resultó ser efectivo contra las balas de los soldados alemanes, pero fue abollado por el golpe de un Chitauri que tomó la forma de Herr Kleiser.
- El escudo del Capitán América es una imagen recurrente en toda la franquicia de Marvel Cinematic Universe:
  - En la película de 2008, Iron Man, una réplica parcialmente completada del escudo del Capitán América aparece aproximadamente 1 hora y 25 minutos después de la película en el punto donde Pepper Potts aparece con Tony Stark tratando de salir de su armadura dañada; el escudo es visible en la distancia debajo del brazo derecho de Tony. Según un cómic vinculado, el padre de Tony, Howard Stark, creó el escudo. Posteriormente, Tony utilizó la aleación de un prototipo para crear su armadura.
  - En la película de 2008, The Incredible Hulk, una escena de apertura borrada presenta el escudo y el Capitán América enterrado en hielo. Sin embargo, la película de 2011 Capitán América: el primer vengador revela esta escena, o al menos la apariencia del Capitán América como no canónica.
  - En la película de 2010, Iron Man 2, Tony Stark está construyendo un acelerador de partículas en su casa para crear un nuevo elemento para su Reactor Arc cuando el agente de S.H.I.E.L.D. Phil Coulson encuentra la réplica del escudo del Capitán América que se vio en la mesa de trabajo de Tony. Phil le pregunta a Stark si es lo que él cree que es. Stark ignora la pregunta y le pide que entregue el escudo, usándolo como un calce para nivelar el acelerador.
  - En la película de 2011, Capitán América: el primer vengador, el escudo redondo (junto con el propio Rogers) es encontrado por agentes de S.H.I.E.L.D. en el Ártico dentro de un avión accidentado en la actualidad. Durante la Segunda Guerra Mundial, Steve Rogers usa una versión ornamental del escudo triangular durante una gira musical promocionando Bono de guerra, que luego usa en su primera misión de campo y se vuelve inútil cuando Johann Schmidt le da un gran golpe. Luego se da cuenta de un escudo de vibranium sin adornos entre las armas propuestas de Howard Stark, que Stark dice que es más fuerte que el acero y pesa solo un tercio más. Aunque no es más que un prototipo que Stark no tenía la intención de utilizar para una de las armas, Rogers decide usarla después de haber sido pintada con el patrón familiar de rojo, blanco y azul. El escudo se encuentra más tarde a bordo del Valkyrie cuando Rogers choca contra el bombardero, y se congela junto con él en el Ártico.
  - En la película de 2012, The Avengers, el Capitán América empuña el mismo escudo que el que se vio en el Capitán América: el primer vengador.[44] Aunque se describe en la película anterior como absorbente de la vibración, aquí se muestra más como reflejo de la vibración, ya que la fuerza cinética de Mjolnir que golpea el escudo rebota como una poderosa onda de choque, nivelando una pequeña sección de una zona boscosa el proceso. También es capaz de desviar las explosiones repulsoras de Iron Man contra una banda de invasores Chitauri.
  - En el avance de la película Iron Man 3 de 2013, Trevor Slattery tiene un tatuaje que recuerda al escudo en la parte posterior de su cuello. El tatuaje de Slattery es visible en el cortometraje de Marvel One-Shot, All Hail the King.
  - En la película de 2014,Capitán América: El soldado de invierno, Rogers aprovecha las propiedades del vibranium saltando de un edificio a unas pocas docenas de pisos y aterrizando en el escudo, sobreviviendo sin lesiones graves. Durante su batalla callejera con el Soldado del Invierno, Rogers pierde temporalmente el escudo ante su adversario, con el Soldado de Invierno empuñándolo momentáneamente. Cerca del final de una confrontación con el Soldado del Invierno, el escudo cae en el río Potomac, pero aparece nuevamente junto al lecho del Capitán mientras se recupera en un hospital.
  - En la película de 2015, Avengers: Age of Ultron, los mangos del escudo han sido reemplazados por elementos magnéticos, lo que permite al Capitán América controlar el escudo y devolverlo a sus guanteletes. Se hace referencia a su estado como una construcción vibranium cuando los Vengadores determinan que Ultron se dirige a Wakanda, ya que el vibranium es lo único que podría querer de Wakanda. Durante su pelea posterior con Ultron, Rogers pierde brevemente su escudo cuando es arrojado desde la parte superior del camión donde estaba luchando contra Ultron, pero Black Widow lo agarra y se lo devuelve a Rogers. Cuando Wanda Maximoff desencadena una visión del mayor temor de Tony Stark, ve a todos los otros Vengadores muertos y el escudo roto junto a Rogers.
  - En la película de 2016, Capitán América: Civil War, el Capitán América continúa usando su escudo, aunque se lo confisca cuando es capturado por ayudar al Soldado del Invierno en violación de los Acuerdos de Sokovia. Sharon Carter le devuelve el escudo y lo usa en combate contra Iron Man y sus aliados. Pantera Negra, cuyas armas también tienen vibranio, rasguña el escudo en combate con el Capitán América. Durante la batalla final con el Capitán América y el Soldado del Invierno combatiendo a Iron Man, Rogers usa el escudo para dañar severamente la armadura de Tony Stark, rompiendo el casco y destruyendo el Reactor Arc de su armadura. Finalmente, el Capitán América deja su escudo atrás cuando Stark lo regaña por no merecerlo, ya que Rogers mantuvo el conocimiento de que Bucky había sido el asesino de sus padres.
  - En Spider-Man: Homecoming (2017), se muestran imágenes de video capturadas por Peter Parker durante los eventos de Civil War, que muestran a Parker robándole el escudo a Rogers.
  - En Avengers: Infinity War (2018), T'Challa y Shuri presentan los nuevos escudos de vibranium retráctiles dobles de Rogers para reemplazar su tradicional circular que dejó al finalizar Civil War.
  - En Ralph Breaks the Internet (2018), de Walt Disney Animation Studios, aparece el escudo del Capitán América en la escena en donde Vanellope Von Schweetz escapa de los guardias de Star Wars en el sitio Oh My Disney!, luego de ser una ventana emergente del nuevo video de su mejor amigo, Ralph el demoledor.
  - En Avengers: Endgame (2019), Stark reúne a Rogers con su escudo circular cuando Tony regresa para ayudar a los Vengadores a deshacer los eventos de Infinity War, actuando como un gesto de reconciliación entre los dos amigos separados. Mientras está en un 2012 alternativo, Rogers se enfrenta a la versión pasada de sí mismo que lo confunde con Loki disfrazado, lo que lleva a las dos versiones del Capitán América a usar sus escudos en la batalla entre sí. Más tarde, durante la pelea contra el Thanos de 2014, el escudo es destruido por la mitad debido a los constantes ataques de la espada de doble hoja del Thanos de 2014, la cual resulta ser de un metal más duro que el Vibranium. Al final de la película, un anciano Rogers entrega su escudo, ahora completamente reparado y con un nuevo diseño, a Sam Wilson.
  - En Eternals (2021), se muestra que el escudo triangular utilizado por Rogers en sus shows de USO está en posesión de Kingo.[45]
  - En Spider-Man: No Way Home (2021), se muestra la Estatua de la Libertad en construcción para agregar el escudo a su diseño. El complemento del escudo resulta dañado durante la batalla de Peter Parker con Norman Osborn.
  - Aparece una versión alternativa del escudo en Doctor Strange en el multiverso de la locura (2022), utilizado por la Capitana Carter en una realidad alternativa llamada Tierra-838. El escudo parece idéntico al usado por la otra Capitana Carter en What If...?. Carter usa el escudo para luchar contra Wanda Maximoff. Sin embargo, ella es asesinada cuando Wanda la divide en dos con el escudo.

### Videojuegos
- En el juego de 2010 de iOS Infinity Blade, el jugador tiene la opción de comprar un escudo llamado The Patriot. El diseño del escudo, que presenta tres anillos concéntricos, una estrella en el centro y lo que parece ser pintura roja, blanca y azul casi completamente desgastada, se parece mucho al escudo del Capitán América.
- En el videojuego Marvel Heroes, el Capitán América es un personaje jugable y usa el escudo de forma defensiva y ofensiva, bloqueando ataques y atacando con él como un arma contundente y lanzada.
- En el Juego Fortnite: Battle Royale, el Capitán América aparece como personaje jugable durante la celebración del Día de la Independencia de los Estados Unidos y su escudo circular actúa como pico de recolección y accesorio mochilero para el personaje y se le implemento además un gesto conocido como "Gran Saludo".